# Clifton Collins jr.
Clifton Craig Collins jr. (Los Angeles, 16 juni 1970) is een Amerikaans acteur van Mexicaanse afkomst. Hij werd in 2006 genomineerd voor een Emmy Award voor zijn rol als Jack 'Bump' Hill in de zesdelige miniserie Thief. Hij won in 2001 daadwerkelijk een Screen Actors Guild Award samen met de hele ploeg van de misdaadfilm Traffic, waarin hijzelf te zien is als Francisco Flores. Collins is een kleinzoon van de in 2006 overleden acteur Pedro Gonzalez Gonzalez. Zijn zus Veronica werkt in de filmwereld voor een bedrijf audities organiseert voor acteurs. In 2004 verzorgde Collins de stem van Cesar Vialpando in het computerspel Grand Theft Auto: San Andreas.
Collins had enkele eenmalige gastrolletjes in verschillende televisieseries voordat hij in 1991 zijn filmdebuut maakte met een rolletje als niet bij naam genoemd personage in het misdaaddrama Grand Canyon. Sindsdien speelde hij in meer dan veertig films, voornamelijk in bijrollen. Daarnaast was Collins te zien als wederkerend personage in televisieseries als Walker, Texas Ranger en Alias. Zijn personages zijn daarin niettemin zelden langer dan een handvol afleveringen te zien.

## Filmografie
*Exclusief 5+ televisiefilms
| - Eddington (2025) - The Bricklayer (2024) - Waves (2019) - Red, White & Royal Blue (2019) - Song to Song (2017) - Pacific Rim (2013) - Parker (2013) - Brothers (2009) - The Boondock Saints II: All Saints Day (2009) - Extract (2009) - Crank: High Voltage (2009) - Star Trek (2009) - The Perfect Game (2009) - Tom Cool (2009) - Horsemen (2009) - Fear Itself: Family Man (2008) - Under Still Waters (2008) - Sunshine Cleaning (2008) - Little Chenier (2006) - Babel (2006) - Rampage: The Hillside Strangler Murders (2006) - TV: The Movie (2006) - Dirty (2005) - Capote (2005) - Life of the Party (2005) - Mindhunters (2004) | - I Witness (2003) - American Girl (2002) - The Rules of Attraction (2002) - Hip, Edgy, Sexy, Cool (2002) - The Last Castle (2001) - Traffic (2000) - Tigerland (2000) - Price of Glory (2000) - Road Dogz (2000) - Light It Up (1999) - My Sweet Killer (1999) - Mascara (1999) - The Wonderful Ice Cream Suit (1998) - The Replacement Killers (1998) - The Bad Pack (1997) - One Eight Seven (1997) - Sgt. Bilko (1996) - One Tough Bastard (1996) - Dead Presidents (1995) - The Stöned Age (1994) - Poetic Justice (1993) - Menace II Society (1993) - Fortress (1992) - Grand Canyon (1991) |

## Televisieseries
*Exclusief eenmalige gastrollen
- Westworld – Lawrence (2016-2020)
- The Event – Thomas (2010-2011, dertien afleveringen)
- The Shield – Hernan (2007, twee afdelingen)
- Thief – Jack "Bump" Hill (2006, zes afdelingen)
- Alias – Javier Parez (2003, drie afdelingen)
- Resurrection Blvd. – James Garcia (2000-2001, drie afdelingen)
- Walker, Texas Ranger – Fito (1996, twee afdelingen)